# Turismo in Lombardia
(Roberto Ruozi, Lombardia, Le guide rosse del Touring Club)

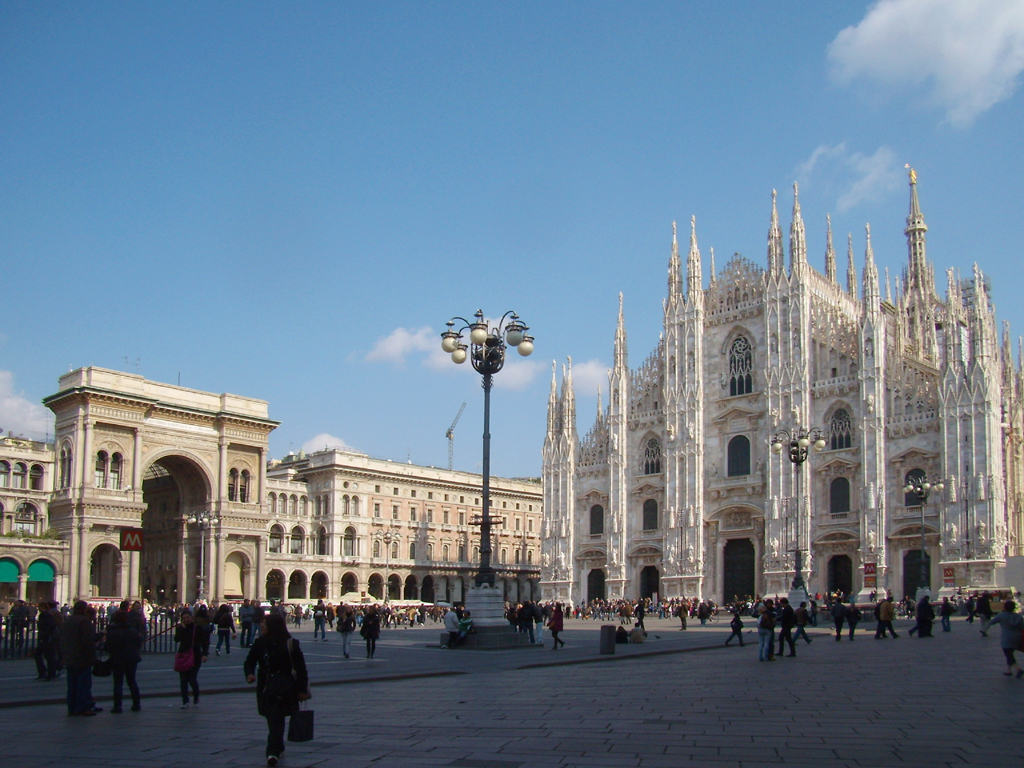
Piazza del Duomo a Milano. Sulla destra il Duomo di Milano, sulla sinistra l'ingresso della galleria Vittorio Emanuele II

Il turismo in Lombardia pur non rappresentando, come in altre regioni italiane, una delle attività primarie, grazie alla presenza di diverse bellezze naturali (laghi e montagne) e città d'arte riesce ad attrarre un numero rilevante di persone ogni anno. In Lombardia si sono registrati, nel 2011, 13.258.859 arrivi e 33.123.562 presenze.
I non residenti hanno contribuito al 49,72% degli arrivi e al 55,8% delle presenze. Tra i luoghi maggiormente visitati bisogna ricordare la Pinacoteca di Brera (336.981 visitatori), l'Ultima Cena di Leonardo da Vinci (330.071), il Museo Archeologico di Sirmione con le Grotte di Catullo (216.612), il Castello Scaligero (202.066) e Villa Carlotta (170.260).

## Città d'arte e siti storico-artistici
Nonostante la Lombardia venga spesso identificata come una regione con vocazione strettamente economica, essa possiede un patrimonio artistico di eccezionale valore. Le molte testimonianze spaziano dalla preistoria fino ai giorni nostri, passando per l'epoca Romana ma soprattutto per il Medioevo ed il Rinascimento, quando la Lombardia fu prima una delle zone di massima fioritura dei comuni medievali, poi centro fondamentale del Rinascimento. I molti monumenti si concentrano soprattutto nelle numerose città d'arte che per lo più corrispondono ai più importanti comuni medievali e città rinascimentali e sono divenuti, con alcune eccezioni, gli attuali capoluoghi di provincia. In Lombardia sono tuttavia presenti numerosi centri minori che presentano significative testimonianze del passato, in particolare per i numerosi castelli ed edifici sacri sparsi nella regione.
A testimonianza del valore del patrimonio artistico regionale, la Lombardia è, con nove siti, la regione italiana che ospita il maggior numero di patrimoni dell'umanità protetti dall'UNESCO, ed ospita il primo sito italiano entrato a far parte della lista.

### Siti UNESCO

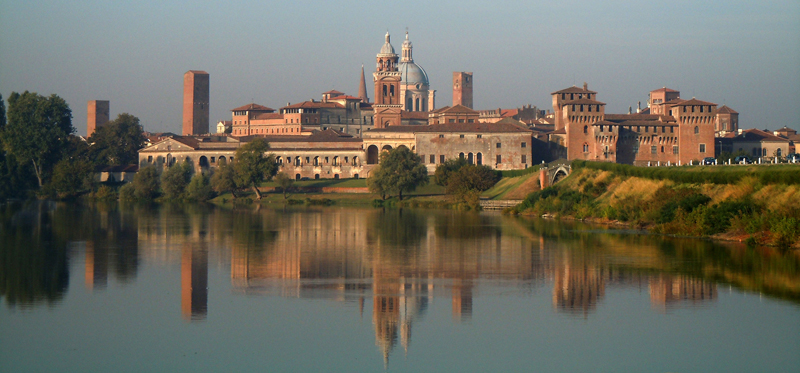
Mantova, patrimonio UNESCO

I siti riconosciuti dall'UNESCO come patrimoni mondiali dell'umanità sono:
- Arte rupestre della Valle Camonica (BS) - 1979.[8]
- Chiesa di Santa Maria delle Grazie (Milano) - 1980.
- Crespi d'Adda - 1995.
- Sacri Monti del Piemonte e della Lombardia - 2003:
  - Sacro Monte del Rosario (Varese);
  - Sacro Monte della Beata Vergine del Soccorso (Ossuccio).
- Monte San Giorgio[9] - 2003.
- Mantova e Sabbioneta - 2008:
  - Mantova;
  - Sabbioneta.
- Ferrovia retica nel paesaggio dell'Albula e del Bernina[10] - 2008.
- Longobardi in Italia: i luoghi del potere (568-774)[11] - 2011:
  - Brescia[12]:
    - Foro romano di Brescia con il Palazzo Maggi Gambara;
    - Complesso monastico longobardo di San Salvatore-Santa Giulia con la Basilica di San Salvatore, il Coro delle monache, le chiese di Santa Giulia e di Santa Maria in Solario, le Domus dell'Ortaglia e il Museo di Santa Giulia.

  - Castelseprio e Gornate Olona:
    - Parco archeologico di Castelseprio con la Torre di Torba;
    - Chiesa di Santa Maria foris portas.
- Siti palafitticoli preistorici attorno alle Alpi[13] - 2011:
- Opere di difesa veneziane tra XVI e XVII secolo: Stato da Terra-Stato da Mar occidentale[14] - 2017:
  - Mura veneziane di Bergamo

### Principali località di interesse

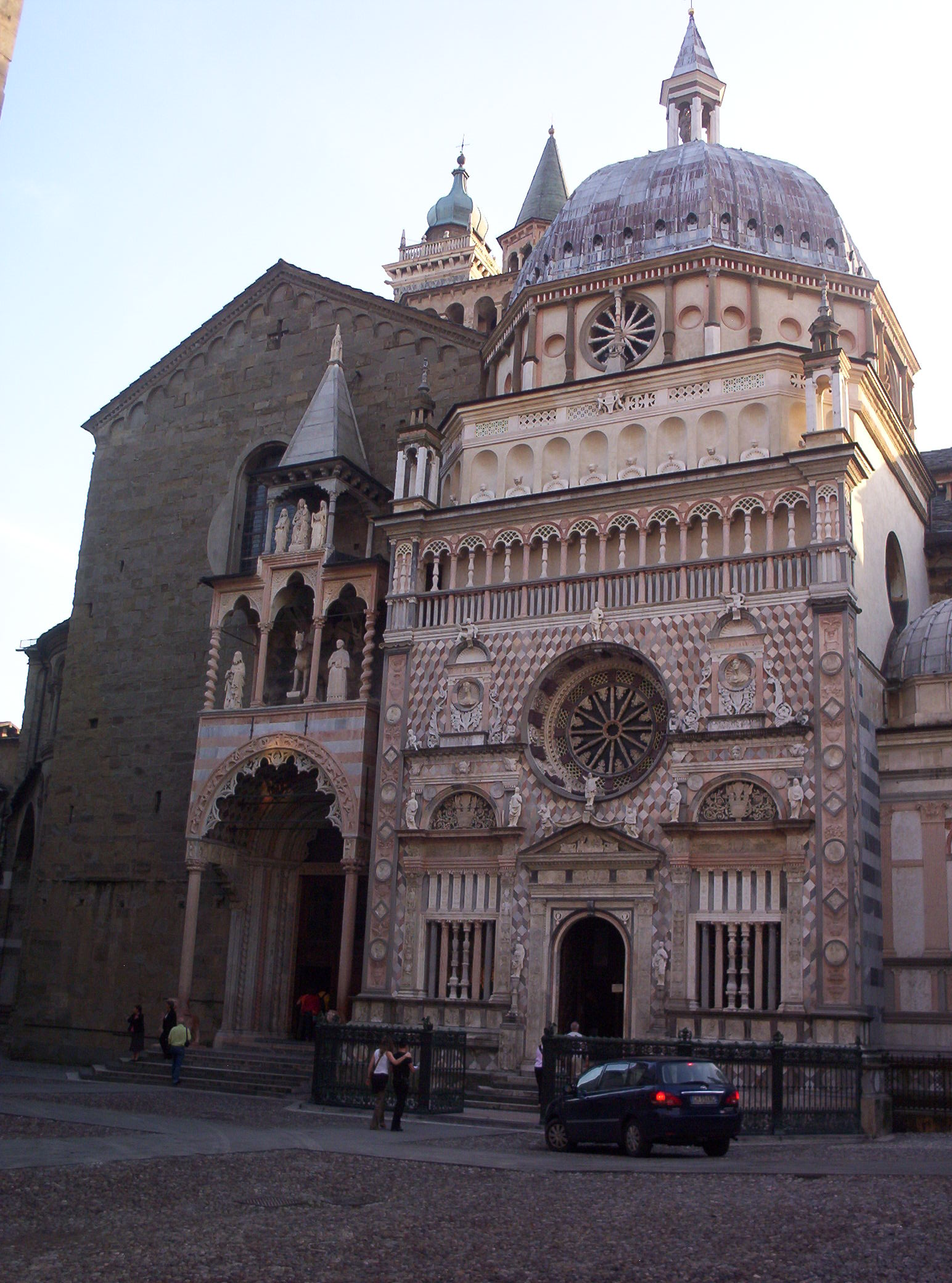
Bergamo: Santa Maria Maggiore e Cappella Colleoni

#### Bergamo
Il centro storico di Bergamo, ancora interamente cinto dalle mura veneziane, appare come una città medievale. Sono presenti numerosi monumenti di tale epoca tra i quali spiccano la Torre Civica, il Palazzo della Ragione e la Basilica di Santa Maria Maggiore, splendido esempio di tardo romanico lombardo. Si trovano inoltre notevoli testimonianze di epoche successive: il gotico battistero opera Giovanni da Campione, il rinascimentale Duomo di Bergamo e soprattutto la quattrocentesca Cappella Colleoni, dell'architetto Giovanni Antonio Amadeo. Le numerose testimonianze storico-artistiche unite ad un impianto urbanistico scarsamente alterato fanno di Bergamo una delle principali città d'arte lombarde.
Punti di interesse storico in provincia:
- Caravaggio: centro noto per l'importante santuario Mariano.
- Villaggio operaio di Crespi d'Adda: una testimonianza unica della storia industriale Lombarda, patrimonio mondiale dell'umanità[16].
- Edifici sacri medievali del Lemine: Rotonda di San Tomè, Pieve di Lemine, Chiesa di San Giorgio in Lemine, piccoli gioielli del romanico lombardo.
- Gromo: Borgo medievale con due castelli.
- Lovere: borgo sulle rive del lago d'Iseo, testimonianze medievali, Accademia Tadini.
- Sarnico: situata all'estremità meridionale del Lago d'Iseo, pregevole il centro storico di origine medievale.
- Sotto il Monte Giovanni XXIII: testimonianze medievali (Priorato di Sant'Egidio), turismo religioso legato alla figura del Beato Papa Giovanni XXIII, nativo del luogo.

#### Brescia
Brescia è una città d'arte con un cospicuo patrimonio storico-artistico e un interessante patrimonio archeologico.
L'antica Brixia fu importante città Romana e presenta oggi il più rilevante complesso di edifici pubblici d'epoca romana di tutta l'Italia settentrionale, con il Capitolium, il foro e il teatro.
Fu poi centro Longobardo (sede di uno dei principali ducati), di cui restano ampie testimonianze all'interno del Monastero di Santa Giulia, il cui complesso (assieme alla vicina zona monumentale del foro romano e al Palazzo Maggi Gambara) fa parte del sito seriale Longobardi in Italia: i luoghi del potere, patrimonio mondiale dell'umanità. All'interno dell'ex complesso monastico è ospitato il principale museo della città, sede di mostre di livello internazionale.

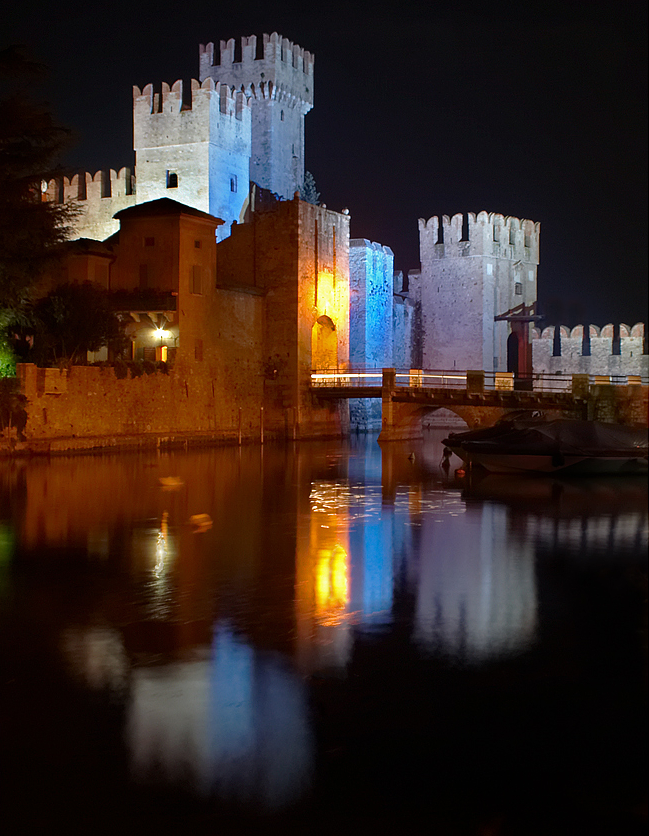
Sirmione: vista notturna del castello scaligero

Brescia presenta numerose chiese di notevole valore artistico, che spaziano dal Medioevo al XIX secolo, tra le quali il Duomo Vecchio (uno dei più importanti esempi di rotonda romanica in Italia) e il Duomo Nuovo, la Chiesa di San Faustino in Riposo, la barocca Chiesa di Santa Maria della Carità e le rinascimentali chiese di Santa Maria dei Miracoli e di San Giuseppe (contenente l'organo antico più grande del mondo, opera degli Antegnati). Di pregevole fattura sono anche i diversi palazzi che punteggiano il centro storico, tra i quali il Broletto, il Palazzo Martinengo da Barco (che ospita al suo interno la Pinacoteca Tosio Martinengo), i Monti di Pietà vecchio e nuovo (le cui facciate, impreziosite da lapidi di epoca romana, rappresentano il più antico museo lapidario esistente in Italia) e il Palazzo Martinengo Cesaresco Novarino (sotto al quale si trova una straordinaria stratificazione archeologica). Da segnalare inoltre la rinascimentale Piazza della Loggia, il castello che domina la città, la razionalista Piazza della Vittoria (progettata dall‘architetto Marcello Piacentini e dominata dal Torrione, il primo grattacielo costruito in Italia) e il neoclassico Vantiniano (il primo cimitero monumentale costruito in Italia).
Punti di interesse storico in provincia:
- Sirmione: centro termale sul lago di Garda con significativi resti romani e medievali (Grotte di Catullo, Castello Scaligero, Chiesa di San Pietro in Mavino).
- Incisioni rupestri della Val Camonica: testimonianze preistoriche patrimonio mondiale dell'umanità.
- Gardone Riviera: il Vittoriale degli Italiani, voluto e ideato da Gabriele D'Annunzio.
- Lonato: il centro storico, in particolare la Rocca Visconteo-Veneta e la Casa del Podestà (casa-museo che conserva una delle biblioteche private più importanti del Nord-Italia), l'Abbazia di Maguzzano, il sito archeologico delle fornaci romane, il santuario di Madonna della Scoperta e il sito archeologico, patrimonio dell'UNESCO, del Lavagnone, condiviso con Desenzano.
- Salò: Centro storico, la città ebbe un ruolo importante durante la Repubblica Sociale Italiana, anche conosciuta come Repubblica di Salò.
- Palazzolo sull'Oglio: La Torre del Popolo, il borgo medievale di Mura, il castello.
- Chiari: La Rocca viscontea e la Torre Civica.
- Gardone Val Trompia: Museo delle Armi e della tradizione armiera.
- Museo della Guerra Bianca in Adamello: museo storico dedicato alla Grande Guerra combattuta in alta quota.

#### Como
Il capoluogo lariano è la città del lago, della seta, di Plinio il Giovane, di Alessandro Volta, di Giuseppe Terragni e Antonio Sant'Elia. Fu importante comune medievale e rivaleggiò a lungo con Milano. A testimonianza di quell'epoca restano le Mura di Como, il Castel Baradello (del quale sopravvive la torre e poco altro) e diverse chiese romaniche, tra le quali spicca la Basilica di Sant'Abbondio.
Sempre di epoca medievale sono il Broletto e l'adiacente Duomo con la cupola di Filippo Juvara, una delle principali cattedrali gotiche dell'Alta Italia.
Anche la storia più recente ha lasciato significative testimonianze, come i monumenti del Razionalismo italiano (Casa del Fascio, Monumento ai caduti, Novocomum), la neoclassica Villa Olmo e il Tempio Voltiano (museo dedicato ad Alessandro Volta).
Inoltre Como, adagiata all'estremità sud-occidentale dell'omonimo lago, costituisce il punto di partenza ideale per visitare il lago ed è essa stessa località paesaggisticamente notevole.

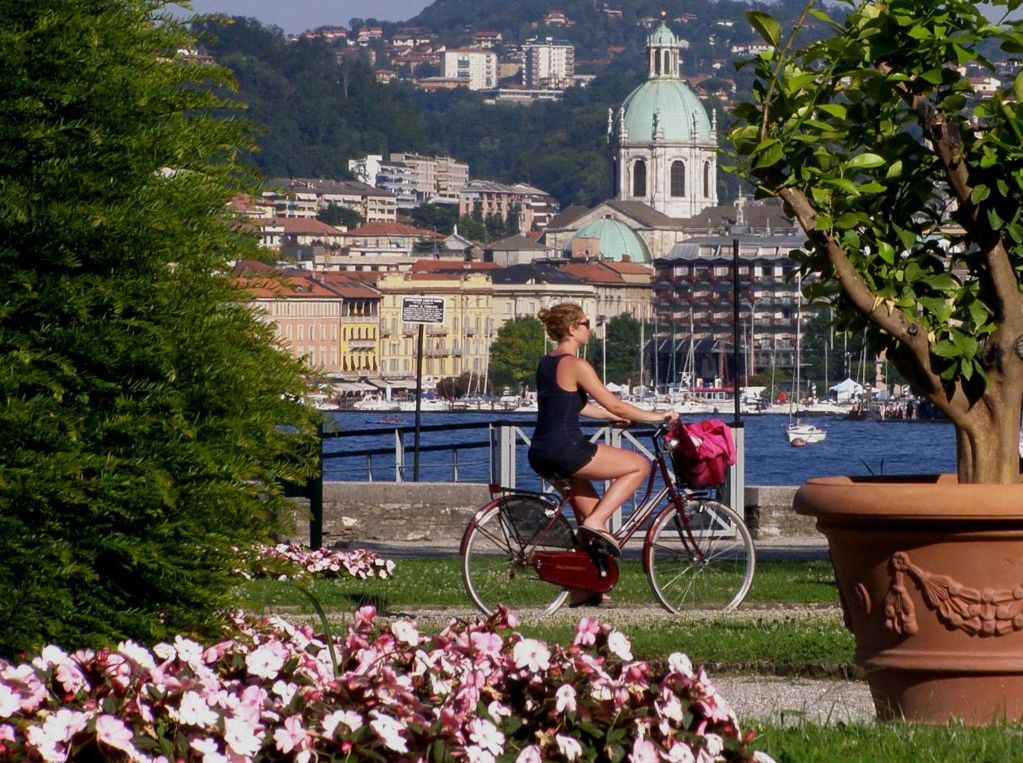
Como: il parco di Villa Olmo e il Duomo.

 Punti di interesse storico in provincia:
- Ville del lago di Como: le rive del lago ospitano, in posizioni panoramiche, numerose residenze nobiliari circondate da rigogliosi parchi. Tra le altre si ricordano: Villa d'Este - che ospita da secoli personaggi di fama mondiale - Villa Erba, Villa Balbianello, Villa Carlotta, Villa Serbelloni sede della Fondazione Rockefeller, la villa Pliniana. Villa Oleandra è residenza di George Clooney.
- Bellagio: centro geografico del Lario coi parchi di Villa Melzi d'Eril, Villa Serbelloni e tipiche scalinate digradanti verso la riva.
- Cantù: testimonianze medievali (complesso monumentale di Galliano).
- Gravedona: testimonianze medievali (chiesa di Santa Maria del Tiglio, Palazzo Gallio).
- Chiese rurali dell'Antica Via Regina: sulla strada che costeggia la sponda occidentale del lago di Como sono presenti diversi interessanti edifici religiosi medioevali (principalmente romanici), in particolare nei paesi di Carate Urio, Ossuccio e Lenno.
- Il Sacro Monte della Madonna del Soccorso, patrimonio UNESCO
- Isola Comacina: unica isola del Lago di Como, testimonianze Tardo antiche e medievali.
- Brunate: paese in posizione panoramica sopra il Lago di Como, ville in Stile eclettico e Liberty, Faro Voltiano.

#### Cremona

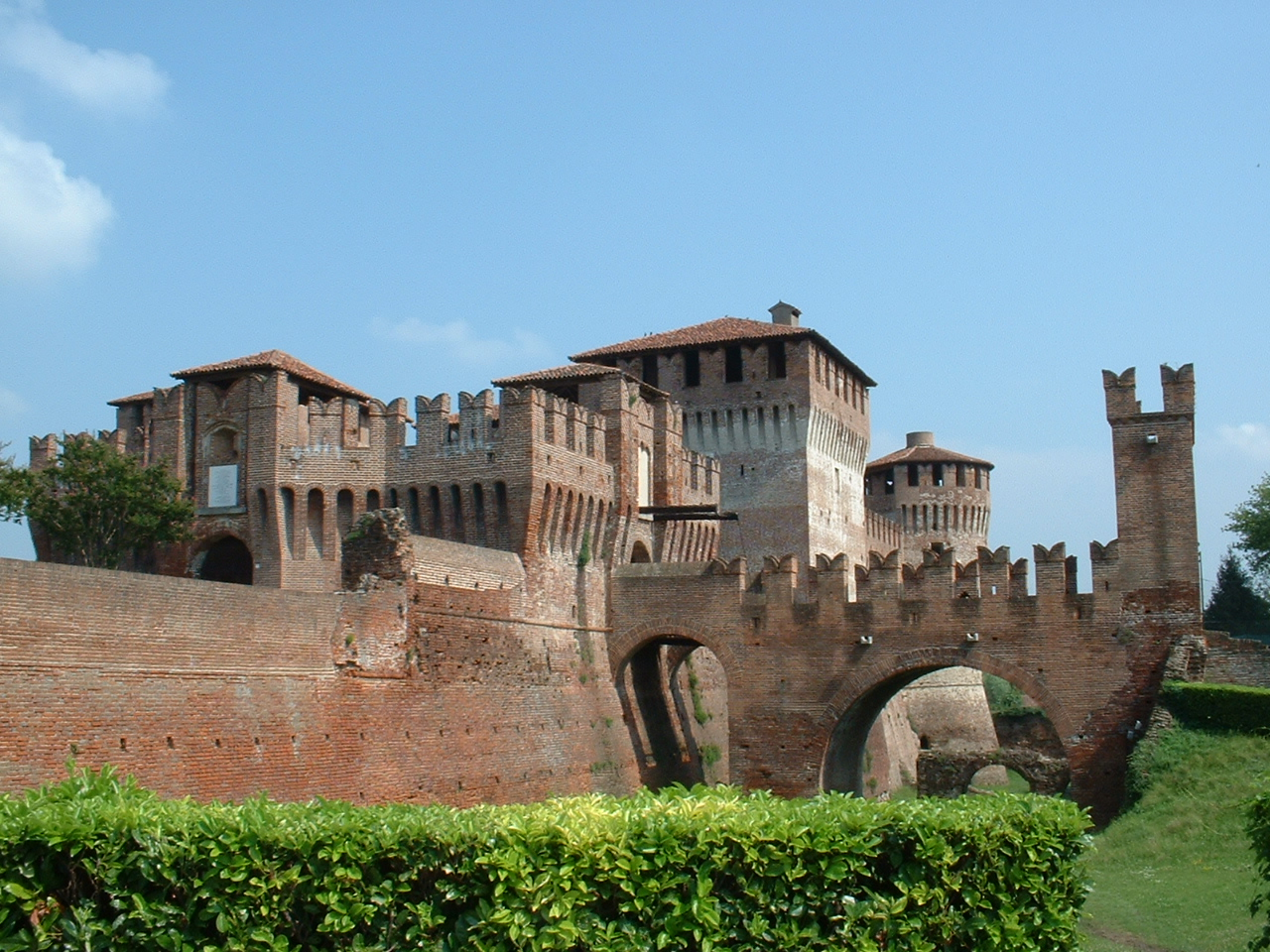
Castello di Soncino

Nota nel mondo per le sue botteghe di liutai nonché per diversi prodotti della gastronomia locale quali il torrone e la mostarda cremonese, Cremona fu uno dei più ricchi e potenti comuni medievali, avversaria storica di Milano. I principali edifici storici, monumenti medievali romanici e gotici, si concentrano nella Piazza del Comune: il romanico Duomo, il Torrazzo del XIII secolo simbolo della città, il Battistero gotico, la Loggia dei Militi e il palazzo comunale fanno di questa piazza un complesso monumentale di grandissimo interesse storico-artistico.
 Punti di interesse storico in provincia:
- Soncino: borgo medievale con la rocca sforzesca.
- Pandino: castello visconteo, frazione Gradella (raro esempio di borgo lombardo rimasto inalterato).
- Crema: città con numerose testimonianze medievali e rinascimentali, tra le quali di particolare rilievo sono il romanico-gotico Duomo e il Santuario di Santa Maria della Croce.

#### Lecco

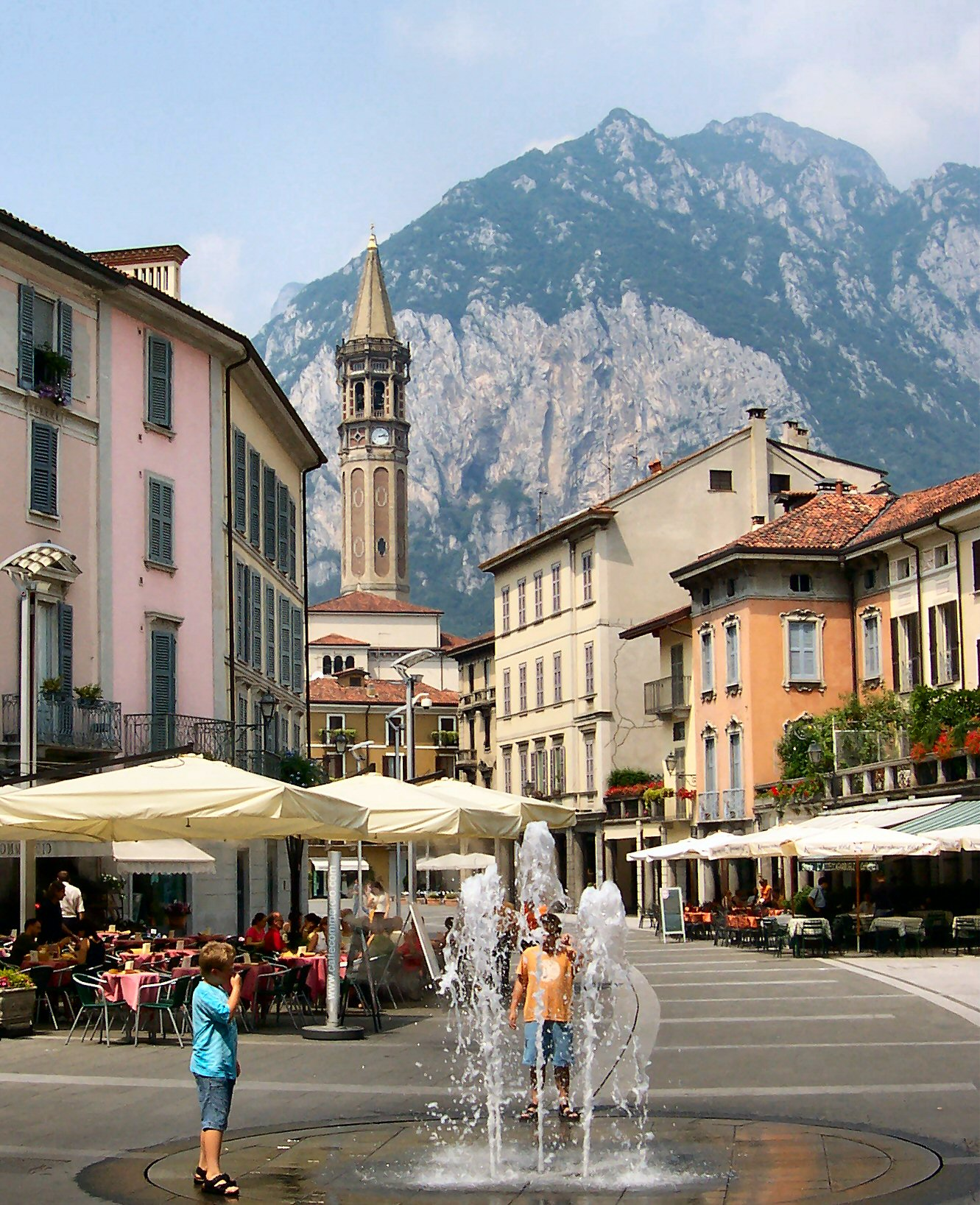
La piazza principale di Lecco

Lecco è una fiorente città posta alla confluenza del fiume Adda in uscita da quel ramo del Lago di Como nel suo ramo di Lecco.

Il capoluogo richiama turisti grazie ai suoi bellissimi paesaggi naturalistici (tra cui le aspre pareti a strapiombo dei monti sul lago) e i dolci sobborghi della città ma soprattutto per la proposta dell'itinerario manzoniano, un percorso lungo i luoghi che furono d'ispirazione al poeta milanese per il suo romanzo I promessi sposi fra cui spiccano il convento di Fra Cristoforo, la presunta casa di Lucia e il villaggio dei pescatori di Pescarenico.
I monumenti più antichi di Lecco sono il Ponte Azzone Visconti, edificato fra il 1336 e il 1338 per collegare la città con il ducato di Milano costituito da una lunga serie di arcate in pietra e la Torre Viscontea mentre il simbolo indiscusso della città è il campanile di San Nicolò che svetta nel centro storico e considerato fra i dieci campanili più alti d'Italia
Interessante anche il Santuario della Madonna della Vittoria, affrescato da artisti del XVI secolo, le mura del vecchio bastione e il Palazzo delle Paure.
Inoltre a Lecco si può ammirare il Museo civico inerente alla storia della Città e la Villa Manzoni, dove Alessandro Manzoni trascorse parte della sua giovinezza.
 Punti di interesse storico in provincia:

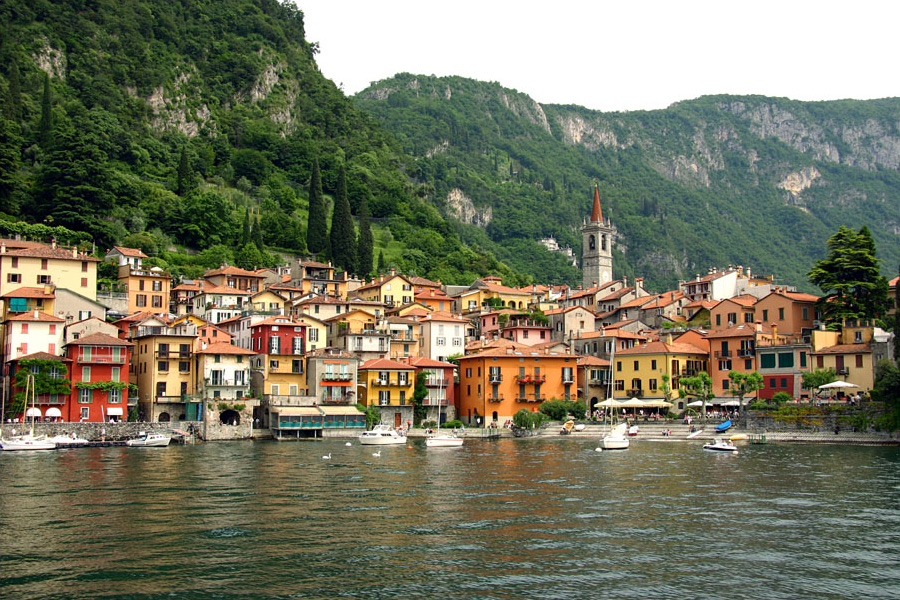
Varenna vista dal Lago

- Bellano: Orrido di Bellano e Chiesa parrocchiale, oltre al centro storico.
- Civate: Abbazia di San Pietro al Monte.
- Colico: testimonianze medievali (priorato di Piona), Forte Montecchio Nord, Forte di Fuentes.
- Dervio: testimonianze medievali in frazione Corenno Plinio (castello comitale e chiesa).
- Galbiate: Villa Ballabio Bertarelli.
- Imbersago: Santuario della Madonna del Bosco e Traghetto di Leonardo
- Oggiono: testimonianze medievali e rinascimentali.
- Paderno d'Adda: Ponte San Michele
- Valmadrera: Monumento naturale regionale del Sasso di Preguda
- Varenna: pittoresco borgo di pescatori sul lago di Como, Villa Monastero e Castello di Vezio.
- Vercurago: Castello dell'Innominato

#### Lodi
Lodi lega le sue origini alla distruzione di Laus Pompeia, nato come municipium romano e in seguito fiorente borgo medievale, raso al suolo dai milanesi nel 1111.
La città fu rifondata dall'imperatore Federico I a diversi Km dal sito originario e da allora fino al Rinascimento conobbe un lungo periodo di prosperità.
Al periodo rinascimentale risale il più noto monumento cittadino: il Tempio Civico della Beata Vergine Incoronata, riconosciuto come uno dei massimi capolavori del Rinascimento lombardo. Sull'elegante Piazza della Vittoria si affacciano invece la notevole Cattedrale romanico-gotica e il Broletto. A Lodi sono presenti numerosi altri edifici di valore artistico, tra le quali si ricordano le chiese gotiche di San Francesco e di Sant'Agnese, oltre alla romanica San Lorenzo.

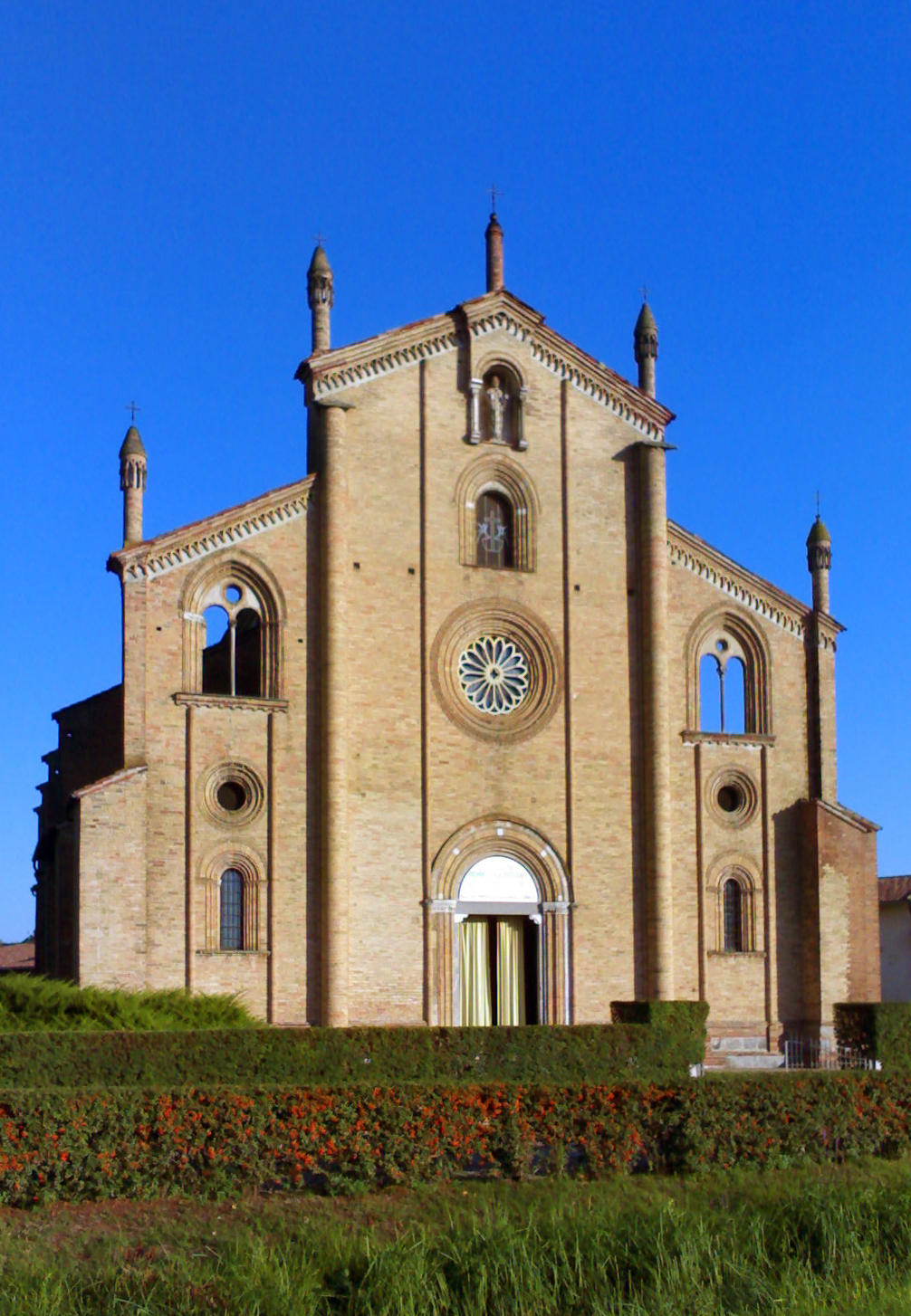
Lodi Vecchio: la Basilica dei XII Apostoli

 Punti di interesse storico in provincia:
- Lodi Vecchio: nel sito della distrutta Laus Pompeia resta la basilica gotica dei XII Apostoli.
- Sant'Angelo Lodigiano: Castello Visconteo.
- Abbadia Cerreto: Abbazia del Cerreto.[28]

#### Mantova
Cinta su tre lati dai laghi artificiali del Mincio, i tre specchi d'acqua donano a Mantova una caratteristica del tutto particolare, facendola apparire come una città che sorge dalle acque. Queste suggestioni unite a numerose testimonianze storico-artistiche fanno di Mantova un centro di notevole interesse. Già colonia etrusca e cittadina romana, Mantova fu centro altomedievale legato ai Canossa e florido comune. Al periodo comunale risalgono diversi monumenti significativi, tra i quali la Rotonda di San Lorenzo e i palazzi della Ragione e del Podestà, che affacciano assieme ad altri edifici storici su Piazza delle Erbe e Piazza Broletto, che hanno conservato l'originario impianto medievale. Romanico era il Duomo, poi ampiamente modificato nei secoli successivi. La città tuttavia conobbe il suo periodo di massimo splendore in epoca rinascimentale: sotto la signoria dei Gonzaga Mantova divenne uno dei principali centri del Rinascimento italiano ed europeo. Principali testimonianze di quest'epoca sono il Palazzo Ducale con il Castello di San Giorgio e la nota Camera degli Sposi affrescata dal Mantegna, la Basilica di Sant'Andrea progettata da Leon Battista Alberti e Palazzo Te, luogo di svago dei Gonzaga, edificato e decorato da Giulio Romano. Città d'arte di prima grandezza, l'intero centro storico di Mantova è patrimonio mondiale dell'umanità.

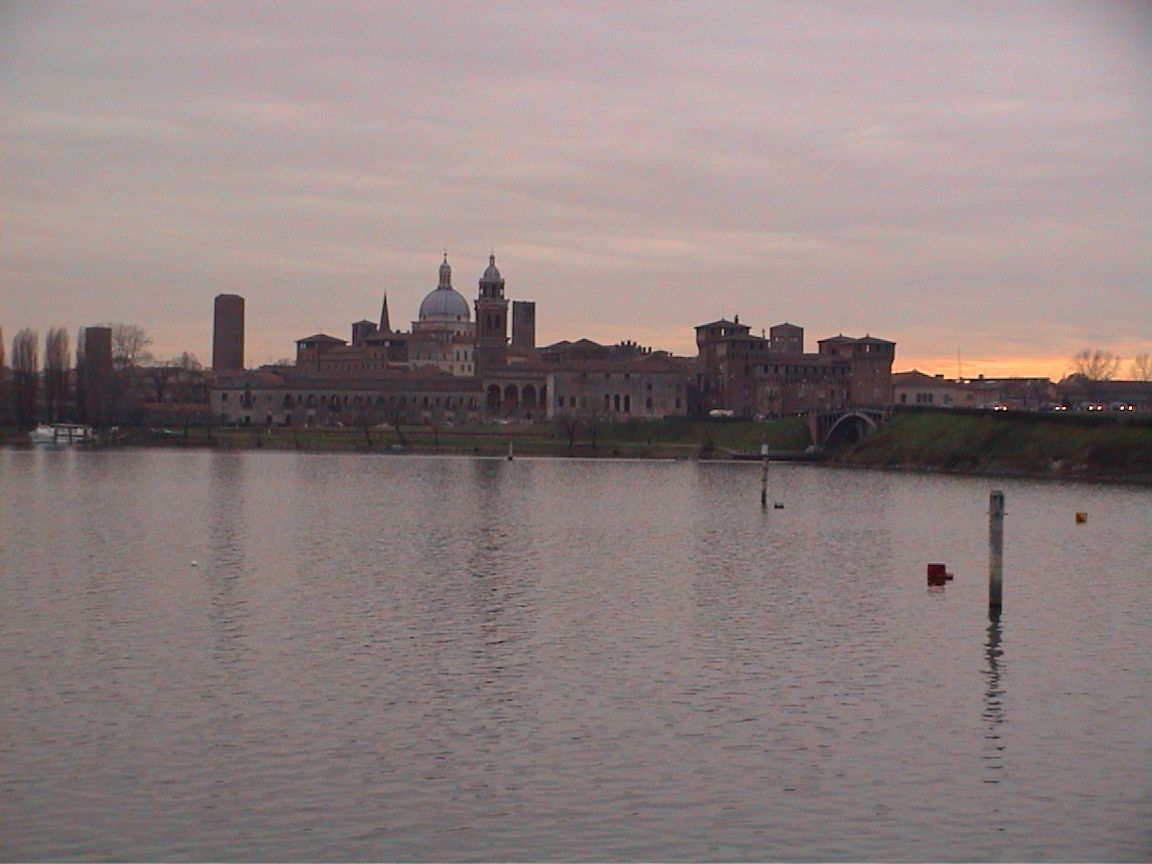
Mantova: la città dal lago di mezzo

 Punti di interesse storico in provincia:
- San Benedetto Po: Abbazia di San Benedetto in Polirone. Fondata da Tedaldo di Canossa, nonno di Matilde di Canossa, fu nel Medioevo una delle più importanti abbazie del Nord Italia.
- Sabbioneta: centro costruito da Vespasiano Gonzaga come città ideale del Rinascimento. Inserita assieme a Mantova nel Patrimonio mondiale dell'umanità.
- Medole: Convento dell'Annunciata, testimonianze medievali e rinascimentali.
- Castel Goffredo: città con testimonianze medievali e rinascimentali, fu una della capitali degli Stati gonzagheschi.
- Castiglione delle Stiviere: città di San Luigi Gonzaga.
- Cavriana: Santuario Madonna della Pieve dell'XI secolo.
- Curtatone: Santuario della Beata Vergine delle Grazie.
- Castellaro Lagusello: borgo storico, sito preistorico inserito nel patrimonio mondiale dell'umanità all'interno del sito seriale Antichi insediamenti sulle Alpi[31].

#### Milano

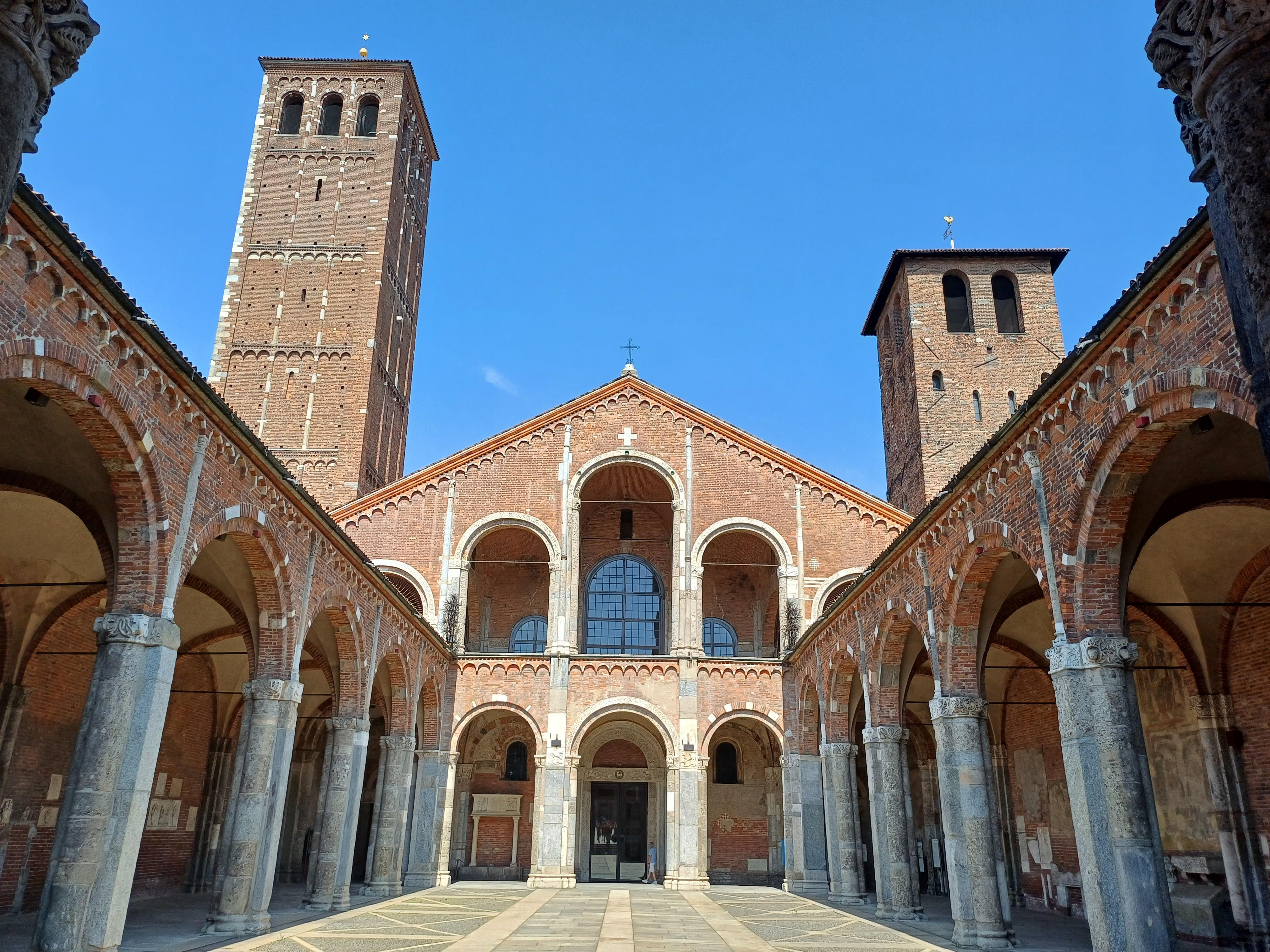
Milano: quadriportico e facciata della Basilica di Sant'Ambrogio

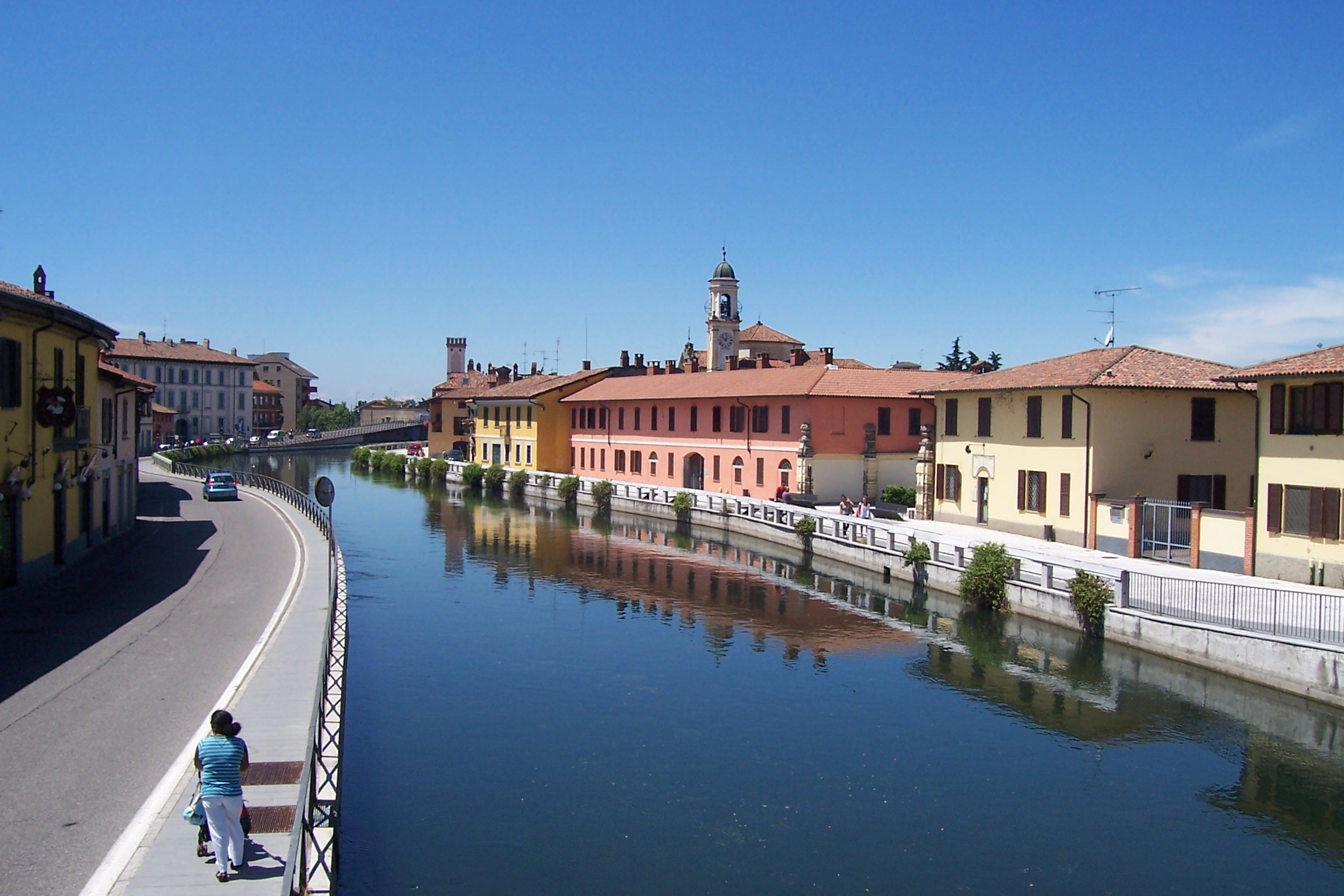
Il Naviglio Grande a Gaggiano, comune della città metropolitana di Milano. Per esso è attivo il servizio di navigazione turistica del Naviglio Grande

A volte identificata solamente come città degli affari, della moda e della movida, Milano conserva invece un patrimonio artistico unico quanto in parte poco noto.
Milano fu una città romana tanto importante da divenire, nel IV secolo, capitale imperiale. A questo periodo e alla Tarda antichità risalgono i resti della Milano romana e diverse chiese paleocristiane.
Ancora più sostanzioso è il patrimonio artistico medievale: Milano fu centro propulsivo del Romanico lombardo e a quest'epoca risalgono diversi monumenti, per quanto le successive evoluzioni della città abbiano eliminato il tessuto urbano medievale. Tra le chiese spiccano Sant'Ambrogio, modello del Romanico Lombardo e il famoso Duomo, caso unico in Italia di applicazione del Gotico Internazionale.
In seguito Milano divenne uno dei più importanti centri del Rinascimento e vi soggiornarono e lasciarono tracce molti dei principali artisti del tempo. Tra le testimonianze dell'epoca si possono ricordare Santa Maria delle Grazie con il Cenacolo Vinciano, il Castello Sforzesco, la cappella Portinari e la Chiesa di San Maurizio.
Ancora maggiore il patrimonio risalente ai secoli successivi: moltissimi i Palazzi e le Chiese dal Barocco al neoclassico, come il noto Teatro alla Scala e la vicina Chiesa di San Fedele, fino ad arrivare alle opere contemporanee come la Stazione centrale.
Completano il patrimonio storico-artistico di Milano numerosi Musei di assoluto valore come la Pinacoteca di Brera e opere di interesse storico e ingegneristico quali i navigli.

Punti di interesse storico in provincia:
- Abbazie gotico-romaniche del contado di Milano: Chiaravalle, Morimondo, Mirasole, Viboldone. Importanti testimonianze di architettura medievale lombarda.

#### Monza

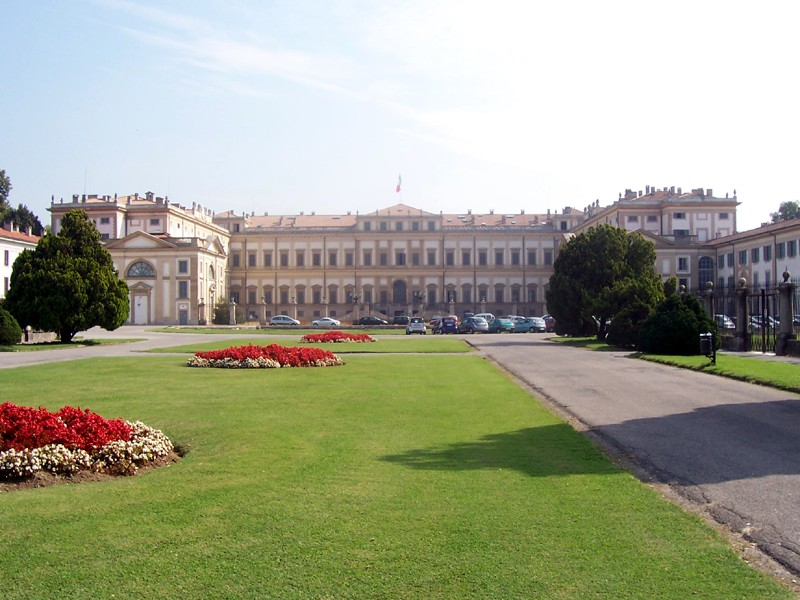
Monza: la Villa Reale

Il capoluogo brianteo presenta importanti testimonianze medievali: il gotico Duomo con annessa la Cappella di Teodolinda, nella quale si conserva la Corona ferrea e il duecentesco Arengario. Tuttavia il monumento più noto di Monza è senza dubbio la neoclassica Villa Reale edificata nel XVIII secolo dal Piermarini. Attorno alla Villa si estende un ampio parco, all'interno del quale è ospitato il noto autodromo, sede ogni anno del Gran Premio d'Italia di Formula 1.
 Punti di interesse storico in provincia:
- Agliate: la romanica Basilica dei Santi Pietro e Paolo
- Cesano Maderno: Palazzo Arese Borromeo
- Lissone: il neogotico Duomo dei Santi Pietro e Paolo, Museo d'Arte Contemporanea, il razionalista complesso Palazzo Terragni

#### Pavia
Capitale del regno longobardo e in seguito del medievale Regno d'Italia, Pavia è senza dubbio città dal passato importante, di cui si conservano ampie tracce. Tra le chiese San Michele Maggiore è considerato uno dei capolavori del romanico lombardo, ugualmente romanica è San Pietro in Ciel d'Oro, che ospita le reliquie di S. Agostino. Gotica è invece Santa Maria del Carmine, mentre il Duomo è di epoca rinascimentale. Altri monumenti degni di nota sono il Ponte Coperto sul Ticino ed il Castello Visconteo. 

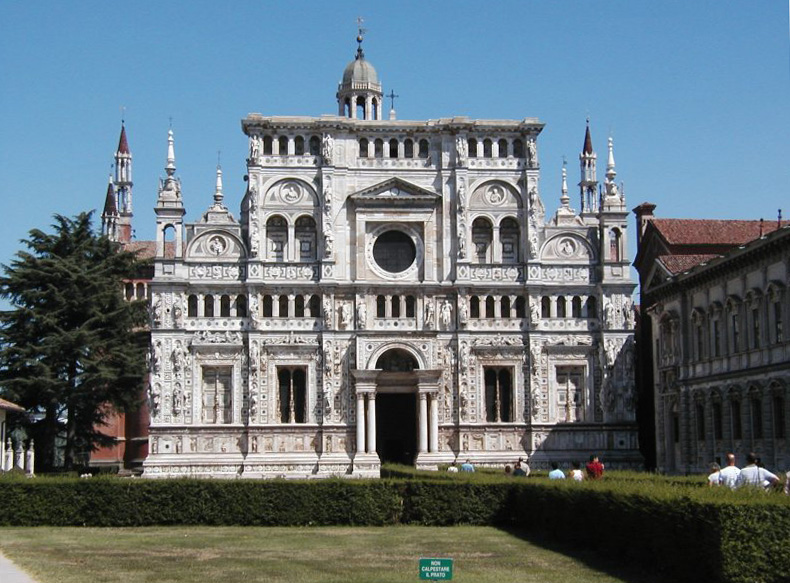
Certosa di Pavia: facciata della chiesa della certosa

 Punti di interesse storico in provincia:
- Vigevano: centro storico con la rinascimentale Piazza Ducale su cui affacciano il Duomo e il castello.
- Certosa di Pavia: l'omonimo monastero certosino conserva notevoli testimonianze gotiche e rinascimentali.
- Lomello: testimonianze medievali dall'epoca longobarda al primo romanico lombardo.
- Butrio: testimonianze medievali (eremo di Butrio).
- Zavattarello: antico borgo e castello.
- Inverno e Monteleone: è presente un castello che fungeva da dimora, la prima in Italia, dell'Ordine dei Cavalieri di Malta.

#### Sondrio
Sondrio è città legata soprattutto al territorio montano: situata al centro della Valtellina e a capo di un territorio di cui la quasi totalità è costituita da montagne, le maggiori attrattive sono costituite dalle rinomate località alpine dedite al turismo montano estivo ed invernale. Ciò non toglie che nel capoluogo si trovino diverse testimonianze storico-artistiche: in particolare la collegiata, di origine medievale ma ricostruita in stile classicista nel XVIII secolo, la coeva Torre Ligariana e il Palazzo Pretorio, cinquecentesco anche se ampiamente rimaneggiato e parzialmente ricostruito in epoca moderna.
 Punti di interesse storico in provincia:
- Mazzo di Valtellina: borgo montano con testimonianze medievali e cinquecentesche.
- Tirano: borgo montano con monumenti rinascimentali e testimonianze medievali.
- Bagni di Bormio: stazione termale in alta montagna con testimonianze romane.
- Galleria di Mina di San Fedele di Verceia: sbarramento stradale e ferroviario della Frontiera Nord

#### Varese

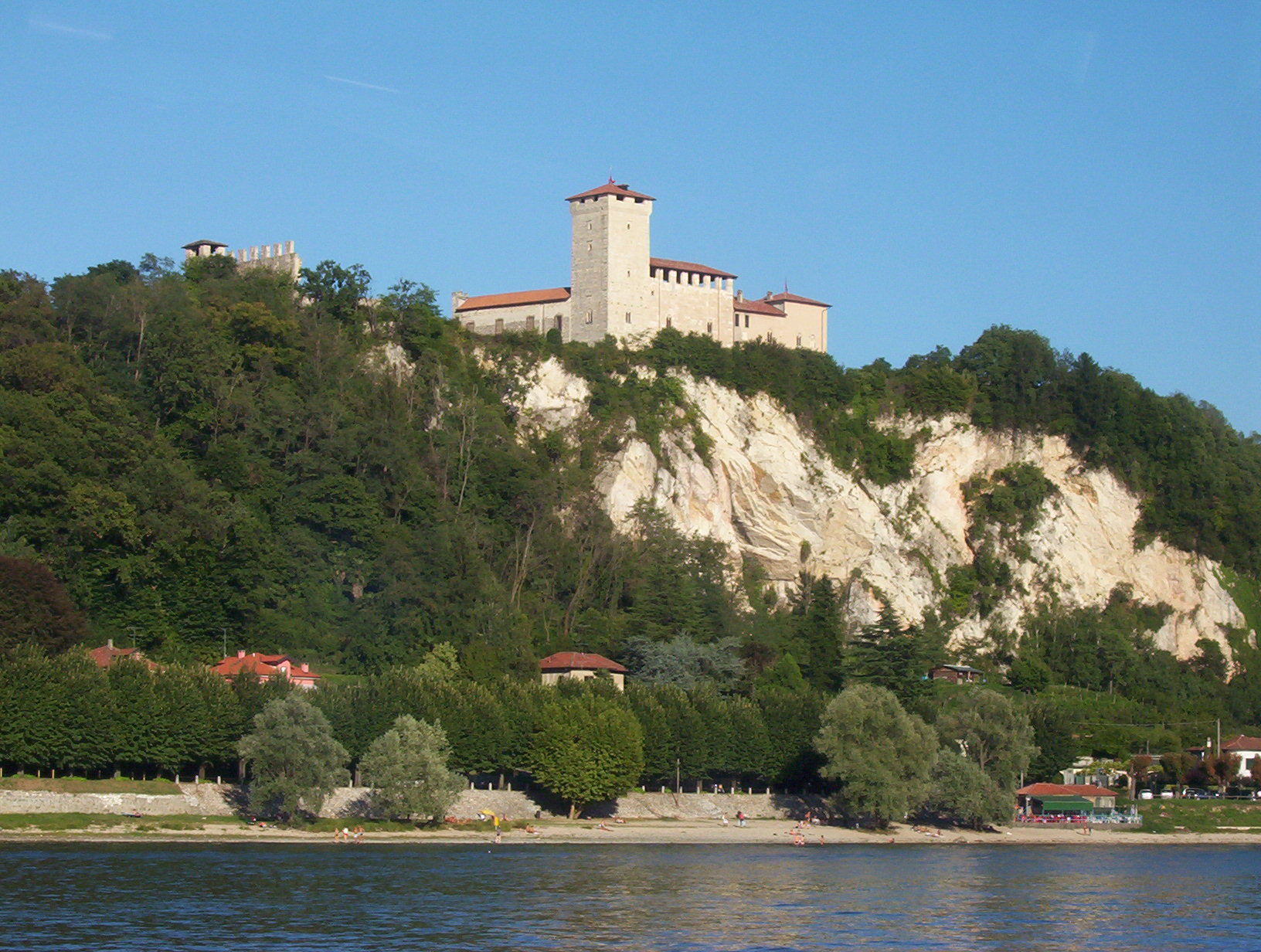
Angera: la Rocca vista dal lago

Nata in epoca romana Varese gode del titolo di "città giardino" grazie alle numerosissime ville sorte sui colli circostanti la città.
Nel capoluogo è possibile ammirare il Palazzo Estense, oggi sede del municipio.
Di interesse storico sono inoltre le sei porte che nel tredicesimo secolo permettevano l'ingresso a Varese: la porta Rezzano, la porta Milano, la porta Regondello, la porta della Motta, la porta di San Martino e la porta Campagna.
Interessante è anche il mercato della Motta, che già in passato si svolgeva di lunedì e che è uno dei più importanti della regione.
Molto importante per il turismo è la funicolare che collega Varese con il Sacro Monte.
 Punti di interesse storico in provincia:
- Sacro Monte di Varese: il più noto dei Sacri Monti lombardi, patrimonio mondiale dell'umanità all'interno del sito seriale Sacri Monti del Piemonte e della Lombardia[36].
- Castelseprio: testimonianze altomedievali, in particolare longobarde, patrimonio mondiale dell'umanità all'interno del sito seriale Longobardi in Italia: i luoghi del potere[37].
- Angera: borgo sulle rive del Lago Maggiore con la rocca in posizione dominante sul lago.
- Eremo di Santa Caterina del Sasso, monastero sorto a strapiombo sulla sponda orientale del lago Maggiore, nel comune di Leggiuno (VA).
- Frontiera Nord (popolarmente chiamata Linea Cadorna): il sistema difensivo italiano verso la Svizzera realizzato tra il 1899 e il 1918.

## Musei di rilievo
La Lombardia ha sul suo territorio un alto numero di musei (oltre 330) di diverso tipo: etnografici, storici, tecnico-scientifici, artistici e naturalistici, che testimoniano l'evoluzione storico-culturale ed artistica della regione. Tra i più famosi possiamo ricordare il Museo Nazionale della Scienza e della Tecnologia "Leonardo da Vinci", la Pinacoteca di Brera, il Museo Diocesano, la Pinacoteca Ambrosiana, il Museo Poldi Pezzoli, i Musei del Castello Sforzesco, il Museo civico di storia naturale e il Museo del Novecento a Milano; l'Accademia Carrara a Bergamo, il Museo di Santa Giulia e il Museo nazionale della fotografia di Brescia, il Museo di Palazzo Ducale di Mantova, il Tempio Voltiano a Como, la Pinacoteca Malaspina di Pavia, il Museo Stradivariano di Cremona, i Musei di Arte Sacra e dei Presepi della basilica di Santa Maria Assunta di Gandino (BG).
Numerose sono inoltre le istituzioni che ospitano rilevanti mostre ed esposizioni temporanee dei più importanti artisti nazionali ed internazionali, come principali poli espositivi della regione si possono citare il Palazzo Reale e la Triennale a Milano, Palazzo Te a Mantova ed il già citato complesso di Santa Giulia a Brescia.

## Turismo naturalistico
Data la conformazione della regione, il turismo legato alle bellezze naturali si concentra principalmente sulle Alpi e nelle località lacustri. È presente inoltre un limitato afflusso turistico legato alle aree protette in pianura, in particolare nei parchi fluviali del Ticino e del Mincio.

### Turismo Alpino

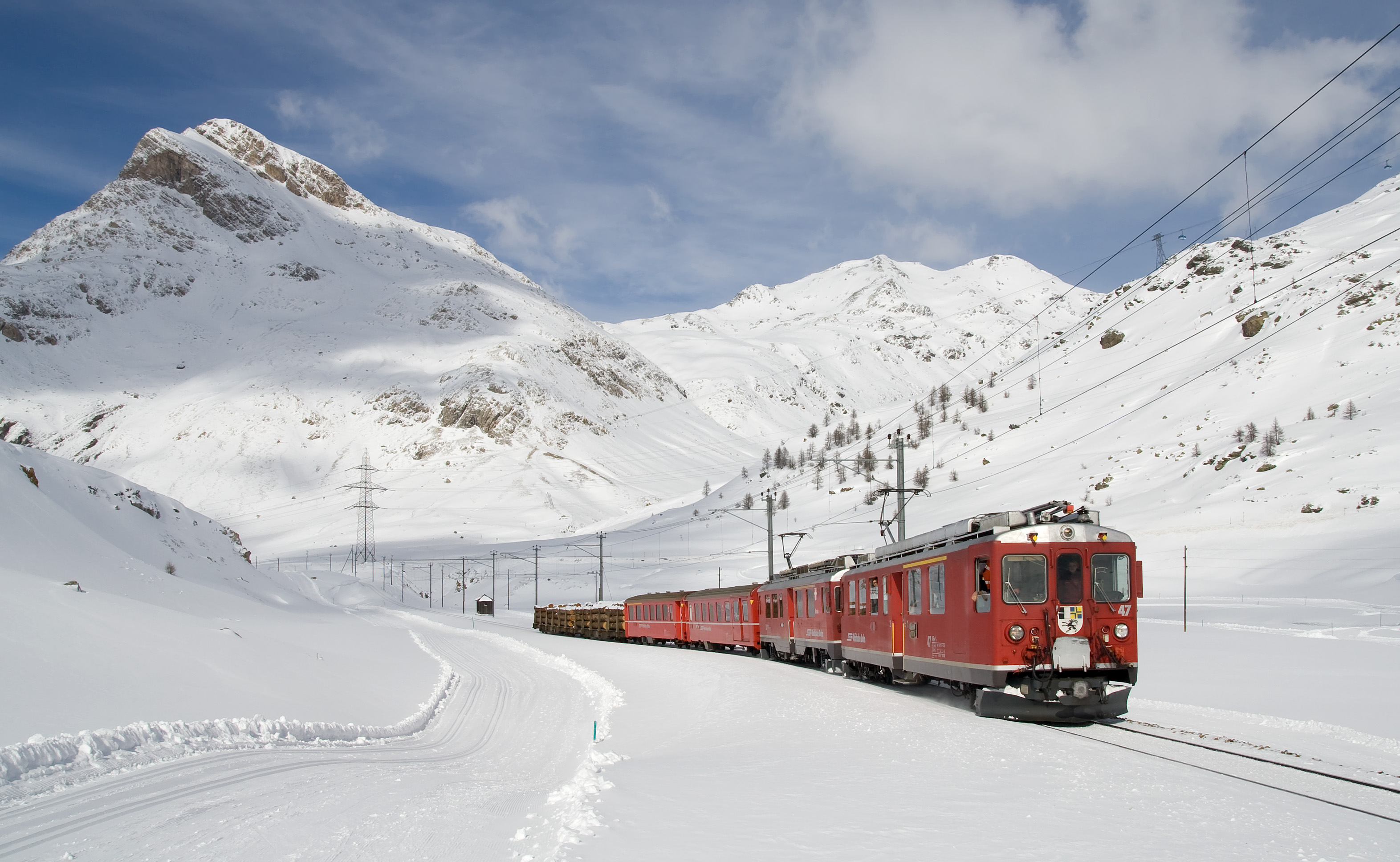
Ferrovia del Bernina

Le Alpi Lombarde comprendono diversi massicci montuosi ben noti ai praticanti dell'alpinismo e dell'escursionismo in montagna, tra i più noti il Pizzo Badile, il Pizzo Cengalo, il Monte Disgrazia, il massiccio del Bernina, l'Adamello e l'Ortles-Cevedale. Intorno a questi ultimi si estende il Parco Nazionale dello Stelvio, unico parco nazionale in territorio lombardo nel suo versante occidentale.
Nella stagione invernale numerose sono le stazioni sciistiche, distribuite principalmente nelle provincie di Sondrio, Bergamo e Brescia.
Tra le principali località turistiche di montagna, estive ed invernali, si ricordano:
- Aprica, Bormio, Chiesa in Valmalenco, Livigno, Madesimo, Santa Caterina di Valfurva, Val Masino in provincia di Sondrio.[42]
- Edolo e Ponte di Legno in provincia di Brescia.[43][44]
- Castione della Presolana, Colere, Foppolo e Selvino in provincia di Bergamo.[45]
- Barzio in provincia di Lecco.

Anche le Prealpi lombarde, nonostante la minore altitudine, costituiscono un'attrattiva importante grazie al facile accesso dalla pianura ed ai panorami rimarchevoli (verso nord si può ammirare un'ampia parte della catena alpina mentre a sud lo sguardo spazia sulla Pianura Padana). Massicci più noti delle Prealpi lombarde sono il Gruppo delle Grigne e la Presolana.

### Turismo sui laghi

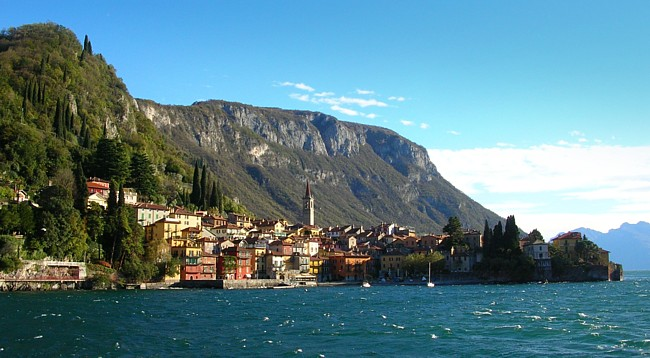
Varenna sul lago di Como

Nel territorio lombardo sono compresi, interamente o in parte, tutti i maggiori laghi prealpini. Sulle loro rive numerose località sono meta di turismo lacuale, che coniuga bellezze naturalistiche e paesaggistiche, turismo storico-artistico e, limitatamente a certe zone, attività balneare (principalmente sul Lago di Garda).
Tra le principali località turistiche sui laghi della Lombardia si ricordano:

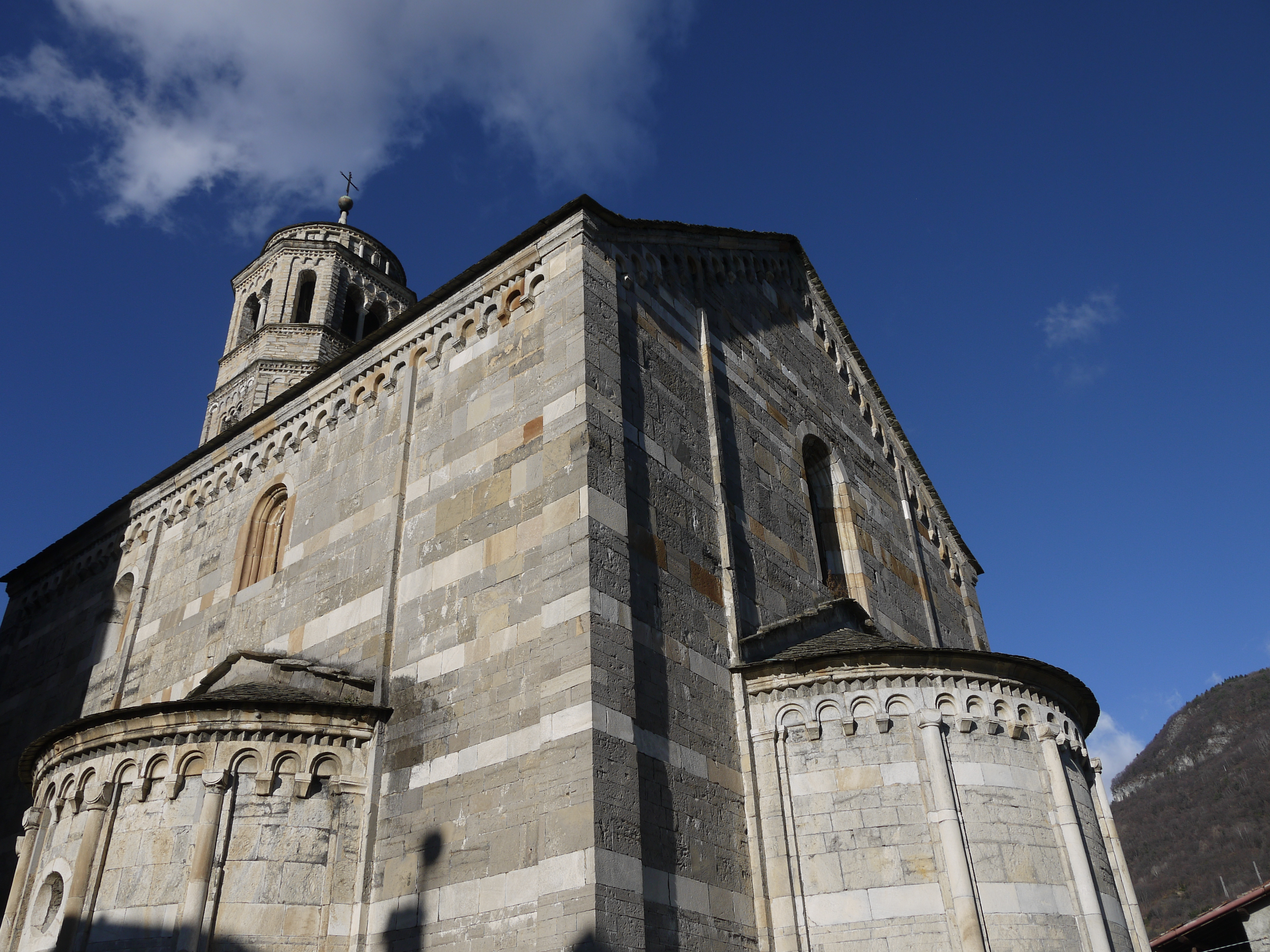
Esterno della Chiesa di Santa Maria del Tiglio (Gravedona)

- Desenzano del Garda, Gardone Riviera, Limone sul Garda, Sirmione, Salò, Toscolano Maderno sulla sponda bresciana del Lago di Garda.
- Bellagio, Bellano, Cernobbio, Como, Dervio, Lecco, Malgrate, Menaggio, Tremezzo e Varenna sul Lago di Como.
- Campione d'Italia e Porto Ceresio nella porzione italiana del Lago di Lugano.
- Maccagno con Pino e Veddasca, Luino, Laveno-Mombello, Ispra, Angera e Sesto Calende sulla sponda lombarda del Lago Maggiore.
- Iseo, Lovere, Monte Isola sul Lago d'Iseo.